# José Torres Cadena
José Joaquín Torres Cadena (Cali; 15 de julio de 1952) es un exárbitro de fútbol de Colombia.

## Trayectoria
Se desempeñó como árbitro de la FIFA en varios torneos internacionales, incluido el Campeonato Mundial Juvenil de la FIFA de 1989 y el Torneo Olímpico de Fútbol de 1992. También trabajó en las eliminatorias de la Copa del Mundo de 1990.
Es principalmente conocido por supervisar cuatro partidos en la Copa Mundial de 1994 en los Estados Unidos. Ofició los partidos de primera ronda entre Bélgica y Marruecos, Irlanda y Noruega, los cuartos de final entre Alemania y Bulgaria y la semifinal entre Brasil y Suecia.